# Amlingstadt

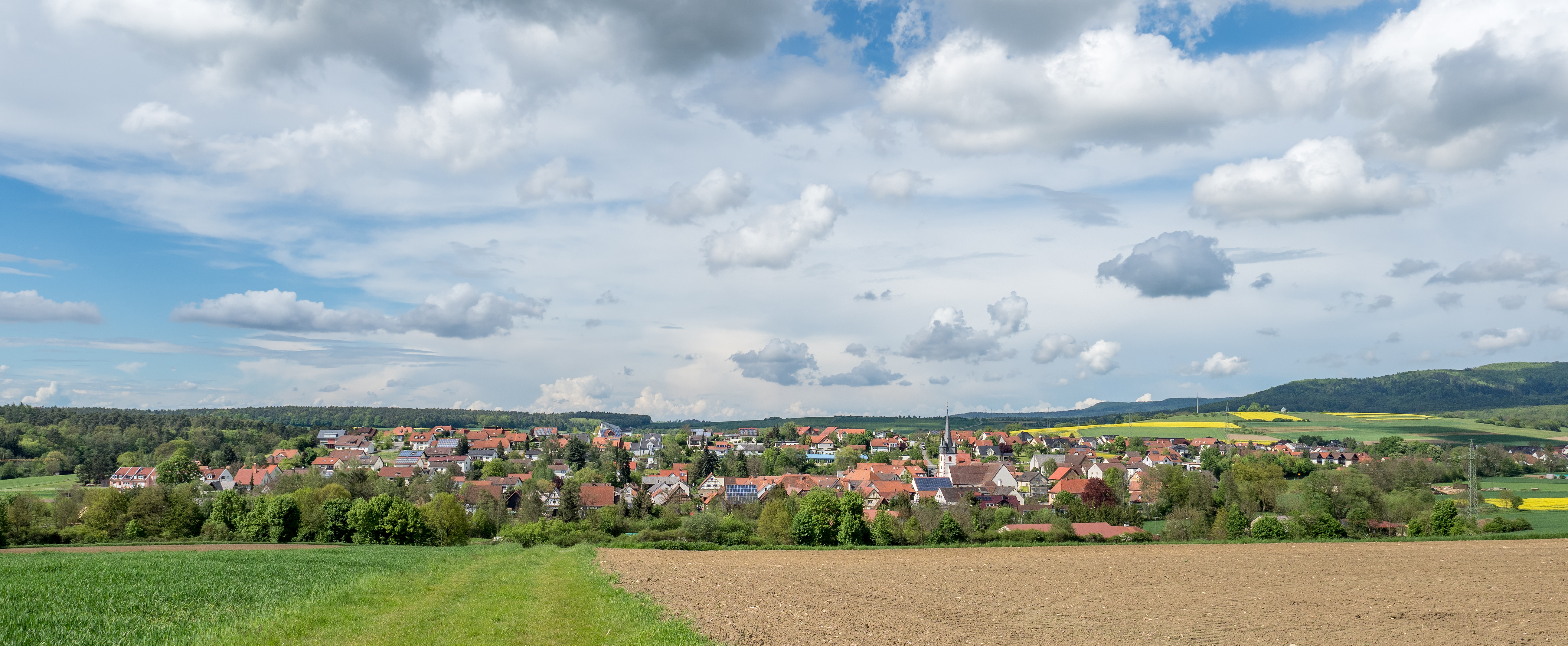
Amlingstadt – Blick von Süden

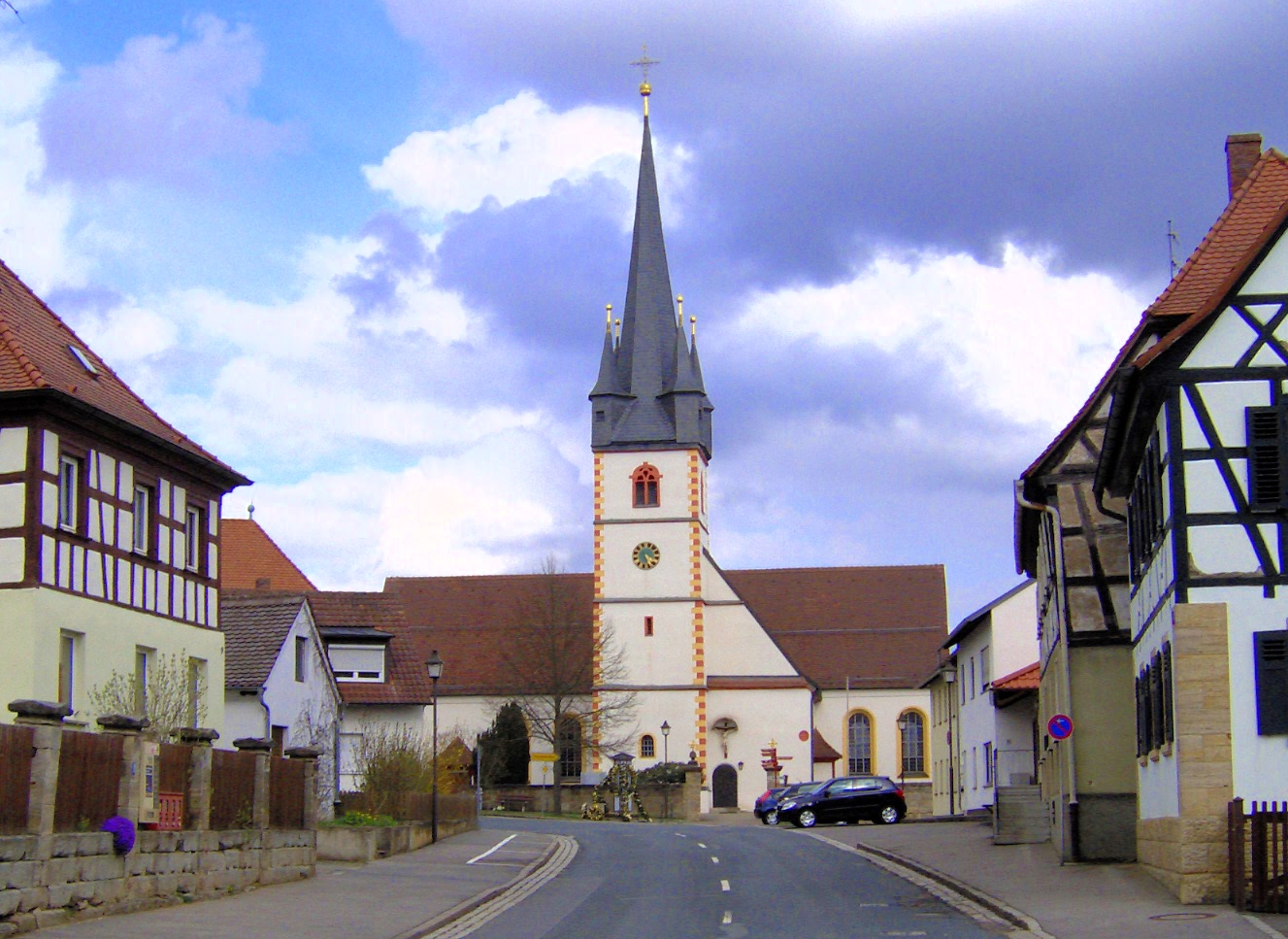
Römisch-katholische Kirche St. Ägidius Amlingstadt

Amlingstadt ist ein Gemeindeteil der Gemeinde Strullendorf im oberfränkischen Landkreis Bamberg in Bayern.

## Geographie
Das Pfarrdorf liegt etwa sieben Kilometer südöstlich von Bamberg am Rande des Hauptsmoorwaldes. Es zieht sich in etwa von Westen nach Osten entlang der Hauptstraße durch ein talförmiges Gebiet. Das Dorf hat fast 700 Einwohner und ist mit dem Nachbarort Wernsdorf baulich zusammengewachsen. Amlingstadt liegt auf ungefähr 270 m ü. NN.

## Geographische Entwicklung
Der alte Ortskern besteht zum größten Teil aus (ehemaligen) Bauernhöfen und landwirtschaftlichen Gebäuden entlang der Hauptstraße. Vor allem zum Nordhang hin hat sich der Ort in den letzten Jahrzehnten ausgebreitet und besteht dort vorwiegend aus Einfamilien- oder kleinen Mehrfamilienhäusern. Der höchste Punkt des Nordhangs bildet zugleich die bauliche Grenze des Ortes. Von dort blickt man auf Roßdorf am Forst und die Ausläufer der Fränkischen Schweiz.

## Geschichte
In den 1970er Jahren wurden die Fundamente einer kleinen einschiffigen Steinkirche in Amlingstadt ausgegraben, die als eine der 14 Slawenkirchen des Würzburger Bischofs Berowelf gedeutet wird. Mit diesen Kirchen sollte Ende des 8. Jahrhunderts die Slawenmission in der Main- und Regnitzregion vorangetrieben werden.
Am 1. Mai 1978 wurde die bis dahin selbstständige Gemeinde Amlingstadt im Zuge der Gebietsreform in Bayern in die Gemeinde Strullendorf eingegliedert.

## Verkehr und Infrastruktur
Amlingstadt liegt an der Staatsstraße 2188 in Richtung Bamberg und umgekehrt mit Unterbrechungen der Straßenbezeichnung bis etwa Plankenfels in der Fränkischen Schweiz. Der nächstgelegene Bahnhof befindet sich in Strullendorf. Amlingstadt ist durch den Personennahverkehr mit den Linien 8220 und 8335 in Richtung Bamberg verbunden.

## Bildung
In Amlingstadt existiert eine Außenstelle der Grundschule Strullendorf, die aus der ersten bis vierten Klasse besteht.